# Miss Universe
Miss Universe – międzynarodowy konkurs piękności organizowany od 1952 roku. Został założony przez kalifornijską firmę odzieżową Pacific Mills. Widowisko należało do Kayser-Roth, a następnie Gulf and Western Industries. W latach 1996–2015 konkurs organizował Donald Trump. Miss Universe, obok Miss World, jest jednym z dwóch najbardziej prestiżowych konkursów piękności.

## Historia
Zwyciężczyni „Miss America 1951”, Yolande Betbeze, nie wyraziła zgody na pozowanie w stroju kąpielowym głównemu sponsorowi – Catalina Swimwear. W rezultacie, firma odzieżowa Pacific Mills odstąpiła od konkursu Miss America i ustanowiła 2 nowe konkursy: Miss USA i Miss Universe. Pierwszy konkurs piękności Miss Universe odbył się w kalifornijskim Long Beach, w 1952 roku. Wygrała go Armi Kuusela z Finlandii, została Miss Universe 1953 (do roku 1958 każda zwyciężczyni otrzymywała tytuł, w którym data była późniejsza od roku bieżącego).
Uroczystość została po raz pierwszy wyemitowana w telewizji przez kanał CBS w 1955 roku. Od 2003 r. prawa do transmisji posiada NBC. Główna gala odbywała się w Stanach Zjednoczonych do roku 1972, kiedy to odbyła się w mieście Dorado na Portoryko. Od tamtej chwili finał odbywa się co roku gdzie indziej.

## Zwyciężczynie
| Rok  | Lokalizacja     | Liczba uczestniczek | Państwo           | Zdjęcie | Laureatka               | Wiek |
| ---- | --------------- | ------------------- | ----------------- | ------- | ----------------------- | ---- |
| 1952 | Long Beach      | 30                  | Finlandia         |         | Armi Kuusela            | 17   |
| 1953 | Long Beach      | 26                  | Francja           |         | Christiane Martel       | 21   |
| 1954 | Long Beach      | 33                  | Stany Zjednoczone |         | Miriam Stevenson        | 21   |
| 1955 | Long Beach      | 33                  | Szwecja           |         | Hillevi Rombin          | 21   |
| 1956 | Long Beach      | 30                  | Stany Zjednoczone |         | Carol Morris            | 20   |
| 1957 | Long Beach      | 32                  | Peru              |         | Gladys Zender           | 18   |
| 1958 | Long Beach      | 36                  | Kolumbia          |         | Luz Marina Zuluaga      | 19   |
| 1959 | Long Beach      | 34                  | Japonia           |         | Akiko Kojima            | 22   |
| 1960 | Miami Beach     | 43                  | Stany Zjednoczone |         | Linda Bement            | 18   |
| 1961 | Miami Beach     | 48                  | Niemcy            |         | Marlene Schmidt         | 24   |
| 1962 | Miami Beach     | 52                  | Argentyna         |         | Norma Nolan             | 24   |
| 1963 | Miami Beach     | 50                  | Brazylia          |         | Iêda Maria Vargas       | 18   |
| 1964 | Miami Beach     | 60                  | Grecja            |         | Corinna Tsopei          | 20   |
| 1965 | Miami Beach     | 57                  | Tajlandia         |         | Apasra Hongsakula       | 18   |
| 1966 | Miami Beach     | 58                  | Szwecja           |         | Margareta Arvidsson     | 18   |
| 1967 | Miami Beach     | 56                  | Stany Zjednoczone |         | Sylvia Hitchcock        | 20   |
| 1968 | Miami Beach     | 65                  | Brazylia          |         | Martha Vasconcellos     | 20   |
| 1969 | Miami Beach     | 61                  | Filipiny          |         | Gloria Diaz             | 18   |
| 1970 | Miami Beach     | 64                  | Portoryko         |         | Marisol Malaret         | 20   |
| 1971 | Miami Beach     | 60                  | Liban             |         | Georgina Rizk           | 18   |
| 1972 | Dorado          | 61                  | Australia         |         | Kerry Anne Wells        | 20   |
| 1973 | Ateny           | 61                  | Filipiny          |         | Margarita Moran         | 19   |
| 1974 | Manila          | 65                  | Hiszpania         |         | Amparo Muñoz            | 20   |
| 1975 | San Salvador    | 71                  | Finlandia         |         | Anne Marie Pohtamo      | 19   |
| 1976 | Hongkong        | 72                  | Izrael            |         | Rina Messinger          | 20   |
| 1977 | Santo Domingo   | 80                  | Trynidad i Tobago |         | Janelle Commissiong     | 24   |
| 1978 | Acapulco        | 75                  | Południowa Afryka |         | Margaret Gardiner       | 18   |
| 1979 | Perth           | 75                  | Wenezuela         |         | Maritza Sayalero        | 18   |
| 1980 | Seul            | 69                  | Stany Zjednoczone |         | Shawn Weatherly         | 20   |
| 1981 | Nowy Jork       | 76                  | Wenezuela         |         | Irene Sáez              | 19   |
| 1982 | Lima            | 77                  | Kanada            |         | Karen Dianne Baldwin    | 18   |
| 1983 | St. Louis       | 80                  | Nowa Zelandia     |         | Lorraine Downes         | 19   |
| 1984 | Miami           | 81                  | Szwecja           |         | Yvonne Ryding           | 21   |
| 1985 | Miami           | 79                  | Portoryko         |         | Deborah Carthy-Deu      | 19   |
| 1986 | Panama          | 77                  | Wenezuela         |         | Bárbara Palacios        | 22   |
| 1987 | Singapur        | 68                  | Chile             |         | Cecilia Bolocco         | 22   |
| 1988 | Tajpej          | 66                  | Tajlandia         |         | Porntip Nakhirunkanok   | 20   |
| 1989 | Cancún          | 76                  | Holandia          |         | Angela Visser           | 22   |
| 1990 | Los Angeles     | 71                  | Norwegia          |         | Mona Grudt              | 19   |
| 1991 | Las Vegas       | 73                  | Meksyk            |         | Lupita Jones            | 23   |
| 1992 | Bangkok         | 78                  | Namibia           |         | Michelle McLean         | 19   |
| 1993 | Meksyk          | 79                  | Portoryko         |         | Dayanara Torres         | 18   |
| 1994 | Manila          | 77                  | Indie             |         | Sushmita Sen            | 18   |
| 1995 | Windhuk         | 82                  | Stany Zjednoczone |         | Chelsi Smith            | 21   |
| 1996 | Las Vegas       | 79                  | Wenezuela         |         | Alicia Machado          | 19   |
| 1997 | Miami Beach     | 74                  | Stany Zjednoczone |         | Brook Lee               | 26   |
| 1998 | Honolulu        | 81                  | Trynidad i Tobago |         | Wendy Fitzwilliam       | 25   |
| 1999 | Chaguaramas     | 84                  | Botswana          |         | Mpule Kwelagobe         | 19   |
| 2000 | Nikozja         | 79                  | Indie             |         | Lara Dutta              | 22   |
| 2001 | Bayamón         | 77                  | Portoryko         |         | Denise Quiñones         | 20   |
| 2002 | San Juan        | 75                  | Rosja             |         | Oksana Fiodorowa        | 22   |
| 2002 | San Juan        | 75                  | Panama            |         | Justine Pasek           | 22   |
| 2003 | Panama          | 71                  | Dominikana        |         | Amelia Vega             | 18   |
| 2004 | Quito           | 80                  | Australia         |         | Jennifer Hawkins        | 20   |
| 2005 | Bangkok         | 81                  | Kanada            |         | Natalie Glebova         | 23   |
| 2006 | Los Angeles     | 86                  | Portoryko         |         | Zuleyka Rivera          | 18   |
| 2007 | Meksyk          | 77                  | Japonia           |         | Riyo Mori               | 21   |
| 2008 | Nha Trang       | 80                  | Wenezuela         |         | Dayana Mendoza          | 22   |
| 2009 | Nassau          | 83                  | Wenezuela         |         | Stefanía Fernández      | 18   |
| 2010 | Las Vegas       | 83                  | Meksyk            |         | Ximena Navarrete        | 22   |
| 2011 | São Paulo       | 89                  | Angola            |         | Leila Lopes             | 25   |
| 2012 | Las Vegas       | 89                  | Stany Zjednoczone |         | Olivia Culpo            | 20   |
| 2013 | Krasnogorsk     | 86                  | Wenezuela         |         | Gabriela Isler          | 25   |
| 2014 | Miami           | 88                  | Kolumbia          |         | Paulina Vega            | 22   |
| 2015 | Las Vegas       | 80                  | Filipiny          |         | Pia Wurtzbach           | 26   |
| 2016 | Manila          | 86                  | Francja           |         | Iris Mittenaere         | 24   |
| 2017 | Las Vegas       | 92                  | Południowa Afryka |         | Demi-Leigh Nel-Peters   | 22   |
| 2018 | Bangkok         | 94                  | Filipiny          |         | Catriona Gray           | 24   |
| 2019 | Atlanta         | 90                  | Południowa Afryka |         | Zozibini Tunzi          | 26   |
| 2020 | Hollywood       | 74                  | Meksyk            |         | Andrea Meza             | 26   |
| 2021 | Ejlat           | 80                  | Indie             |         | Harnaaz Sandhu          | 21   |
| 2022 | Nowy Orlean     | 90                  | Stany Zjednoczone |         | R’Bonney Gabriel        | 28   |
| 2023 | San Salvador    | 84                  | Nikaragua         |         | Sheynnis Palacios       | 23   |
| 2024 | Meksyk (miasto) | 125                 | Dania             |         | Victoria Kjaer Theilvig | 21   |

## Kraje zwycięskie
| Liczba zwycięstw | Kraj              | Lata                                                 |
| ---------------- | ----------------- | ---------------------------------------------------- |
| 9                | Stany Zjednoczone | 1954, 1956, 1960, 1967, 1980, 1995, 1997, 2012, 2022 |
| 7                | Wenezuela         | 1979, 1981, 1986, 1996, 2008, 2009, 2013             |
| 5                | Portoryko         | 1970, 1985, 1993, 2001, 2006                         |
| 4                | Filipiny          | 1969, 1973, 2015, 2018                               |
| 3                | Szwecja           | 1955, 1966, 1984                                     |
| 3                | Południowa Afryka | 1978, 2017, 2019                                     |
| 3                | Meksyk            | 1991, 2010, 2020                                     |
| 3                | Indie             | 1994, 2000, 2021                                     |
| 2                | Finlandia         | 1952, 1975                                           |
| 2                | Francja           | 1953, 2016                                           |
| 2                | Kolumbia          | 1958, 2014                                           |
| 2                | Japonia           | 1959, 2007                                           |
| 2                | Brazylia          | 1963, 1968                                           |
| 2                | Tajlandia         | 1965, 1988                                           |
| 2                | Australia         | 1972, 2004                                           |
| 2                | Trynidad i Tobago | 1977, 1998                                           |
| 2                | Kanada            | 1982, 2005                                           |
| 1                | Peru              | 1957                                                 |
| 1                | Niemcy            | 1961                                                 |
| 1                | Argentyna         | 1962                                                 |
| 1                | Grecja            | 1964                                                 |
| 1                | Liban             | 1971                                                 |
| 1                | Hiszpania         | 1974                                                 |
| 1                | Izrael            | 1976                                                 |
| 1                | Nowa Zelandia     | 1983                                                 |
| 1                | Chile             | 1987                                                 |
| 1                | Holandia          | 1989                                                 |
| 1                | Norwegia          | 1990                                                 |
| 1                | Namibia           | 1992                                                 |
| 1                | Botswana          | 1999                                                 |
| 1                | Rosja             | 2002                                                 |
| 1                | Panama            | 2002                                                 |
| 1                | Dominikana        | 2003                                                 |
| 1                | Angola            | 2011                                                 |

## Polki w konkursie
- 1958 – Alicja Bobrowska
- 1959 – Zuzanna Cembrowska
- 1960-1983 – brak udziału
- 1984 – Joanna Karska
- 1985 – Katarzyna Zawidzka
- 1986 – Brygida Bziukiewicz
- 1987–1988 – brak udziału
- 1989 – Joanna Gapińska
- 1990 – Małgorzata Obieżalska
- 1991 – Joanna Michalska
- 1992 – Izabela Filipowska II Vice Miss Polonia 91
- 1993 – Marzena Wolska
- 1994 – Joanna Brykczyńska
- 1995 – Magdalena Pęcikiewicz
- 1996 – Monika Chróścicka-Wnętrzak
- 1997 – Agnieszka Zielińska
- 1998 – Sylwia Kupiec
- 1999 – Katarzyna Pakuła
- 2000 – Emilia Raszyńska
- 2001 – Monika Gruda
- 2002 – Joanna Drozdowska
- 2003 – Iwona Makuch
- 2004 – Paulina Panek
- 2005 – Marta Kossakowska
- 2006 – Francys Sudnicka
- 2007 – Dorota Gawron
- 2008 – Barbara Tatara
- 2009 – Angelika Jakubowska
- 2010 – Maria Nowakowska
- 2011 – Rozalia Mancewicz
- 2012 – Marcelina Zawadzka
- 2013 – Paulina Krupińska
- 2014 – Marcela Chmielowska
- 2015 – Weronika Szmajdzińska
- 2016 – Izabella Krzan
- 2017 – Katarzyna Włodarek
- 2018 – Magdalena Swat
- 2019 – Olga Buława
- 2020 – Natalia Piguła
- 2021 – Agata Wdowiak
- 2022 – Aleksandra Klepaczka
- 2023 – Angelika Jurkowianiec
- 2024 – Kasandra Zawal

## Sukcesy Polek
Miss Universe:
Polska jeszcze nie wygrała tego konkursu.
Finalistki:
- 1958 – Alicja Bobrowska - 4. wicemiss
- 1986 – Brygida Bziukiewicz - 3. wicemiss
- 1989 – Joanna Gapińska – 3. wicemiss

Półfinalistki:
- 1959 – Zuzanna Cembrzowska - Top 15
- 2012 – Marcelina Zawadzka – Top 16
- 2018 – Magdalena Swat - Top 20

Miss Koleżeńskości:
- 2019 – Olga Buława